# Magnus Rudbeck
Victor Gustaf Magnus Reinholdsson Rudbeck, född den 28 juli 1910  i Sollentuna församling, Stockholms län, död där den 23 mars 1973, var en svensk friherre och operasångare (tenor). Han var son till Reinhold Rudbeck och dotterson till Wilhelm Odelberg.
Rudbeck bedrev sång- och scenstudier i  Stockholm och Berlin. Han debuterade på Kungliga teatern 1940 som Silvio i Pajazzo. Efter engagemang på Hippodromteatern i Malmö samt på Vasateatern och Oscarsteatern i Stockholm var Rudbeck knuten till Stora teatern i Göteborg 1945–1952. Han genomförde gästspel på Kungliga teatern 1949 och 1950, på Skansenteatern 1951 och hos Riksteatern 1952 och 1953. Rudbeck framträdde huvudsakligen i komiska operettroller, bland annat som Boni i Czardasfurstinnan, som Leopold i Vita hästen och som Orlowsky i Läderlappen. Han vilar på Sollentuna kyrkogård.